# Магниторельсовый тормоз

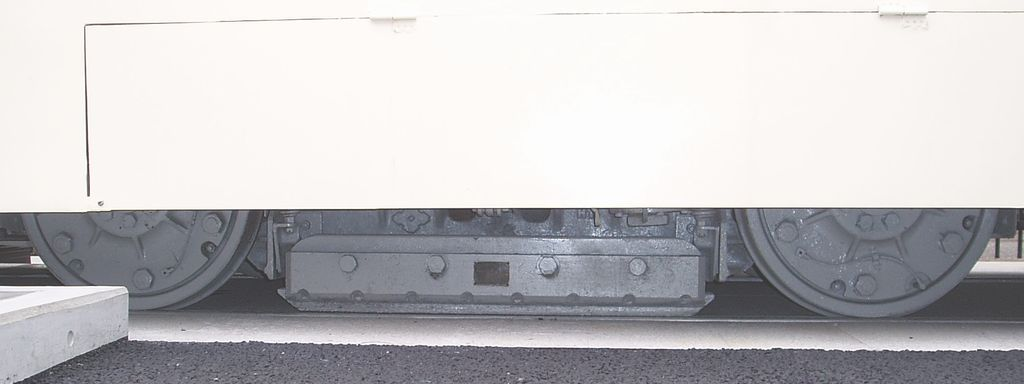
Магниторельсовый тормоз (между колёсами) токийского трамвая FS501

Магниторе́льсовый то́рмоз (Электромагни́тный ре́льсовый то́рмоз) — железнодорожный тормоз, тормозной эффект которого создаётся за счёт взаимодействия тормозной колодки непосредственно с рельсом; тормозное нажатие при этом образуется за счёт магнитного поля, создаваемого электромагнитами и притягивающего тормозную колодку и рельс друг к другу. Магниторельсовый тормоз часто выделяют как разновидность магнитного тормоза. По сравнению с обычными колодочными тормозами магниторельсовый характеризуется высоким тормозным нажатием (около 100 кН) и, как следствие, высоким тормозным моментом, благодаря чему активно применяется на тяговых агрегатах промышленного транспорта, трамваях и на высокоскоростных поездах. Ввиду высокого тормозного эффекта магниторельсовый тормоз нередко применяется лишь при экстренном торможении либо как стояночный.

## Описание

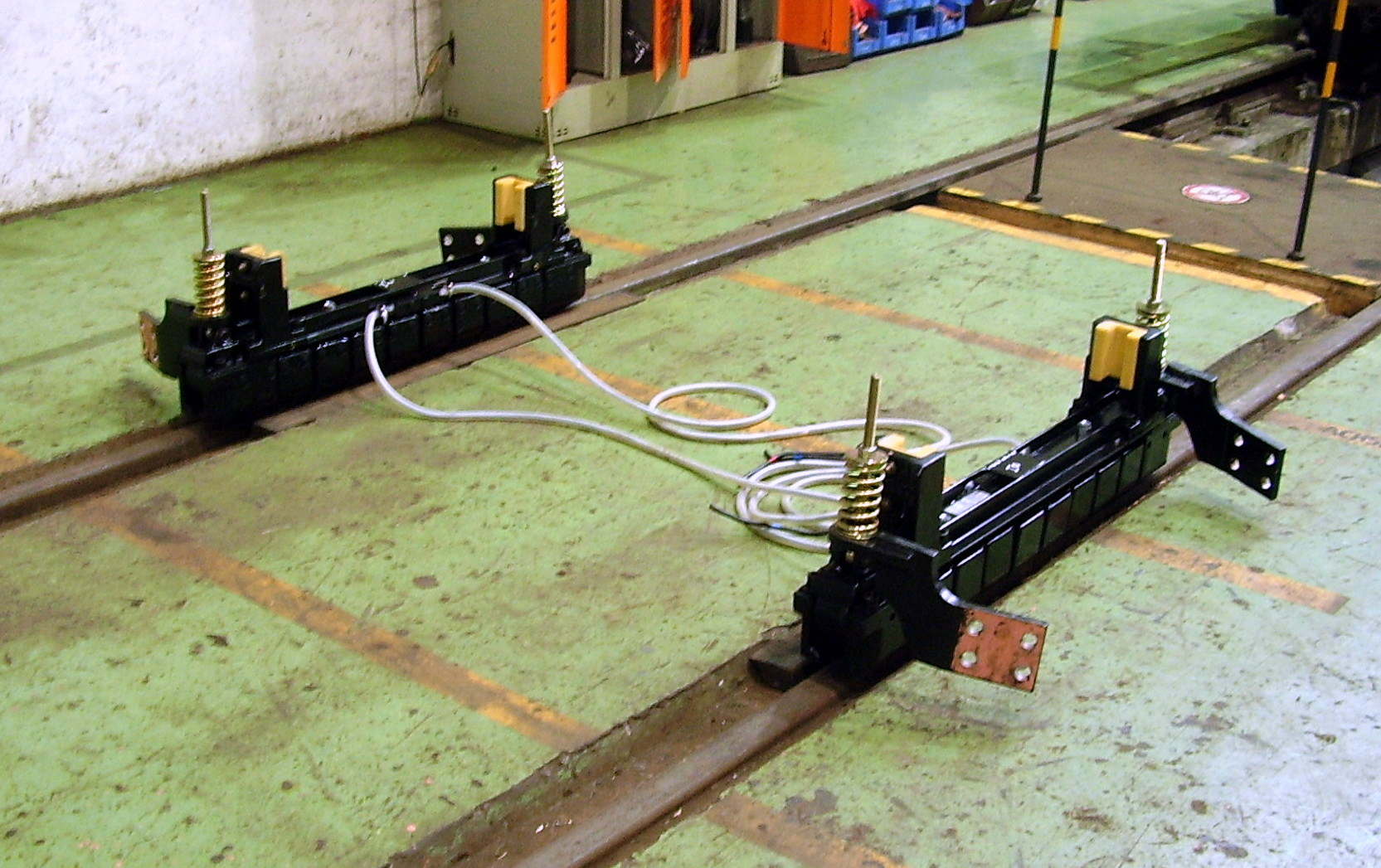
Снятый магниторельсовый тормоз немецкого дизель-поезда Siemens Desiro Classic

Магниторельсовый тормоз состоит из двух (по одному с каждой стороны) башмаков (изготавливаются часто из серого чугуна), подвешенных на пружинах на расстоянии до 140—150 мм от рельсов (во избежание повреждения элементов тормоза и пути). Каждый башмак конструкционно представляет собой стальную балку, на которой установлены катушки индуктивности, а вместе они образуют электромагнит.
При торможении в специальные пневматические цилиндры подвески башмаков поступает сжатый воздух, таким образом преодолевается сопротивление пружин подвески и башмаки прижимаются к рельсам. Одновременно с этим на катушки индуктивности с аккумуляторной батареи подаётся электрический ток, и вокруг башмаков образуется магнитный поток, направление которого поперечно оси рельса. В результате за счет сил самоиндукции происходит прижатие каждого тормозного башмака к рельсам. Сила их прижатия через силу трения преобразуется в тормозную силу, которая через башмаки и специальные упорные кронштейны передаётся на тележку вагона или локомотива, и далее всему поезду.

## Недостатки и преимущества

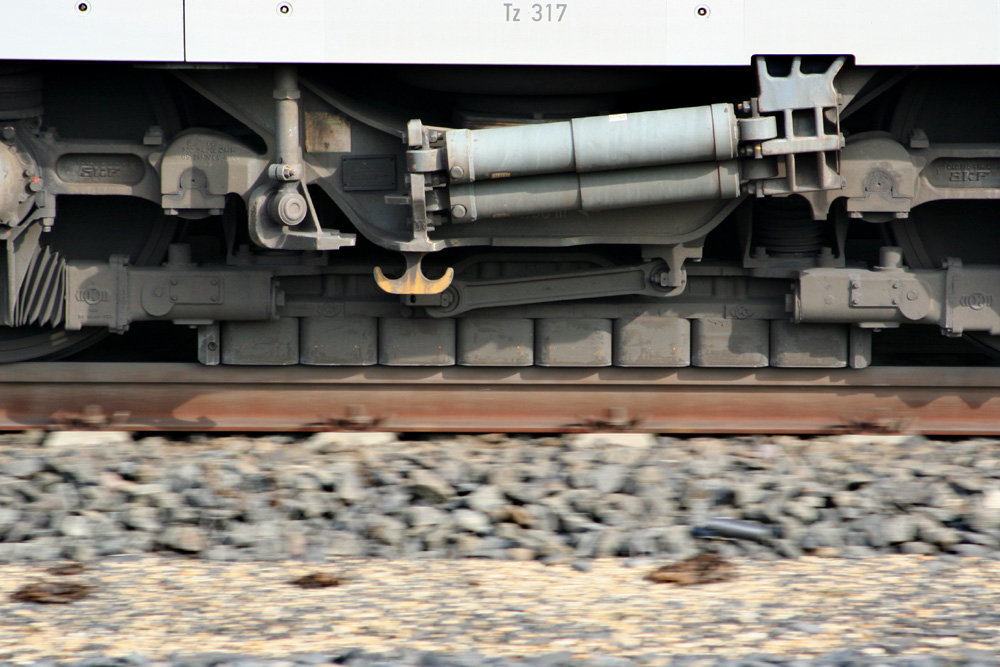
Магниторельсовый тормоз электропоезда ICE 3 в действии

Для работы электромагнитному рельсовому тормозу требуется электрическое питание (до 6 кВт на вагон), что значительно ограничивает его применение на автономном подвижном составе (тепловозы, дизель-поезда), так как в этом случае приходится увеличивать ёмкость аккумуляторных батарей, что ведёт к увеличению веса и стоимости подвижного состава. Помимо этого, для экономии электроэнергии магниторельсовые тормоза нередко отключаются при скорости ниже 20 км/ч. По сравнению с другими тормозами тормозная сила магниторельсовых тормозов практически не поддаётся регулировке, из-за чего при малых скоростях тормозной эффект высок настолько, что может вызвать серьёзный дискомфорт у пассажиров. Поэтому в ряде стран начали применяться магниторельсовые тормоза, выполненные с использованием постоянных магнитов, которые позволяют не только экономить электроэнергию, но и в некоторой степени регулировать тормозной коэффициент.
В то же время магниторельсовому тормозу просто нет равных по тормозным показателям на средних и высоких скоростях. Его тормозной коэффициент при средних скоростях может достигать 140 %, а при использовании постоянных магнитов — до 172 %. При скоростях выше 160 км/ч тормозной коэффициент может превышать 200 %. Благодаря этому, если с обычными колодочными тормозами использовать и данный тормоз, то тормозной путь сокращается на 30—40 %. Помимо этого, магниторельсовый тормоз относительно прост и, что особенно важно, весьма компактен, так как в основном занимает лишь место между колёсами. Это позволяет совместно с магниторельсовым тормозом применять  тормоза, которые занимают относительно много места: дисковые и вихретоковые. Также магниторельсовые тормоза повышают шероховатость поверхности катания рельсов и даже очищают их поверхность от грязи, что улучшает сцепление колёс с рельсами.

## Использование

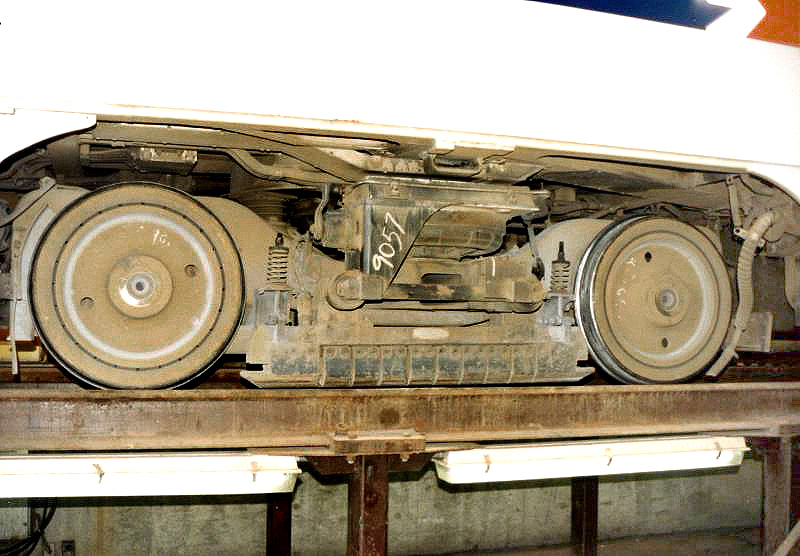
Магниторельсовый тормоз на тележке филадельфийского трамвая PCC

Магниторельсовый тормоз благодаря своим высоким тормозным характеристикам получил распространение прежде всего на высокоскоростном транспорте, так как на высоких скоростях обычные служебные тормоза неэффективны. На современных высокоскоростных поездах, например на ICE 3, в зоне высоких скоростей работает вихретоковый тормоз, как более эффективный, а магниторельсовый включается при средних скоростях. На советских железных дорогах магниторельсовые тормоза были впервые применены на скоростных вагонах РТ200 («Русская тройка») и электропоезде ЭР200. Зачастую магниторельсовый тормоз применяется как экстренный при срабатывании автостопа, а зачастую и как стояночный (особенно распространено при применении постоянных магнитов), то есть для закрепления состава на уклоне.
Не менее активно магниторельсовые тормоза применяются на обычных трамваях, которым в условиях городских потоков порой необходима как можно более быстрая остановка с целью избежания ДТП, при том, что поверхность рельсов порой оказывается сильно загрязнена. В отличие от обычных поездов, на трамвае в приводе башмаков отсутствует пневматический привод. Это связано с тем, что башмаки магниторельсового тормоза висят на относительно небольшой высоте от рельсов (8—12 мм), поэтому их опускание на рельс при торможении происходит лишь за счёт самоиндукции.
Также магниторельсовые тормоза применяются на карьерном железнодорожном транспорте, включая тяговые агрегаты. В данном случае локомотивы водят тяжёлые составы по уклонам величиной до 60 тысячных (60 метров подъёма на каждые 1000 метров пути), что требует применения мощных и надёжных тормозов.